# Lazër Radi
Lazër Radi (ur. 29 stycznia 1916 w Prizrenie, zm. 22 września 1998) - kosowski i albański prawnik, tłumacz i pisarz.

## Życiorys
Był najmłodszym z pięciorga dzieci urodzonym w patriotycznej rodzinie Radich. W latach 30. XX wieku, ze względu na ucieczkę starszych braci Lazëra ze służby wojskowej, jego rodzina stała się obiektem represji ze strony jugosłowiańskich władz, przez co rodzina Radi była zmuszona opuścić Prizren i przeniosła się do Szkodry.
W 1944 roku Lazër Radi ukończył studia prawnicze w Rzymie. W tym roku wrócił do Albanii, gdzie 23 listopada został w Tiranie aresztowany przez komunistycznych partyzantów i skazany na 30 lat więzienia, gdzie pracował jako tłumacz dla albańskiego rządu.
Po ataku bombowym na Ambasadę ZSRR w Tiranie w 1951 roku, albańskie władze dokonywały przeszukiwań domów w Tiranie; ze względu bezpieczeństwa rodzina Lazëra Radiego spaliła wszystkie jego rękopisy.
W kwietniu 1954 roku został zwolniony z więzienia, jednak został skazany na 20 lat internowania; władze internowały go w miejscowościach położonych na południu Albanii. Podczas internowania był pod stałą obserwacją ze strony władz, mimo to pisał m.in. wiersze i pamiętniki, które chował pod ziemią.
W 1988 roku potajemnie przetłumaczył wiersz czarnogórskiego poety Jevrema Brkovicia pod tytułem Stalini, Moxarti dhe Maria Judina.
Został uwolniony dopiero w 1991 roku. W tym roku powrócił do Rzymu. W latach 1992–1993 przez krótki czas był zaangażowany w działalność polityczną na terenie Kosowa.

## Opublikowane książki
- Fashizmi dhe Fryma Shqiptare (1940)[2][1]

## Życie prywatne
W grudniu 1944 roku Lazër Radi poślubił Vitore Vushmaqi, która w 1952 roku została aresztowana na 10 lat więzienia, zwolniona w roku 1956 lub 1957. Mieli troje dzieci: Jozefa, Lucianiego i Adrianę.